# María Rosa Yorio
María Rosa Yorio (Buenos Aires, 28 de agosto de 1954) es una cantante, profesora de canto y pintora argentina, pionera entre las mujeres en cantar rock en Argentina.

## Biografía

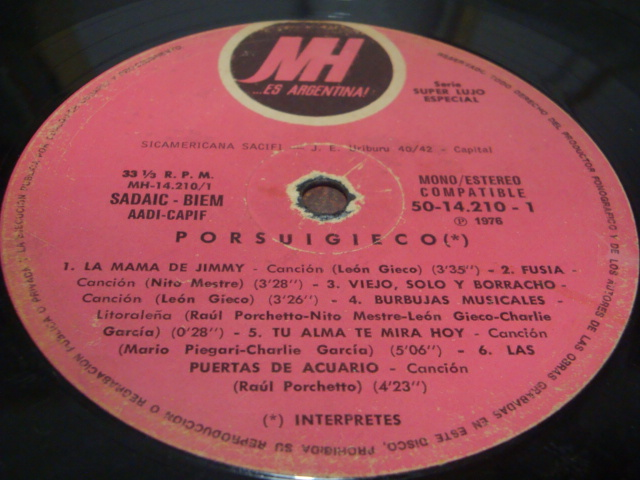
Disco PorSuiGieco (1976)

Fue corista de la legendaria banda Sui Generis, y se consagró como voz femenina de PorSuiGieco. Fue integrante en Nito Mestre y Los Desconocidos de Siempre y siguió desde fines de la década de 1970, una destacada carrera solista en la que grabó seis álbumes entre 1980 y 1987:
Para su álbum debut Con los ojos cerrados (1980), contó con el apoyo de importantes músicos como Charly García, Mono Fontana, Nito Mestre, David Lebón, Rodolfo Gorosito, Alejandro Lerner y una jovencísima María Gabriela Epumer quien debutaba en su banda con solo 15 años de edad. El disco posee un sonido intimista, fruto de su experiencia como madre y cantante. En una época en la cual eran inexistentes las solistas en el rock, recibe una tibia recepción del público.
En 1982 y ante una propuesta de su discográfica, María Rosa redobla la apuesta de su disco anterior y se relaciona con un novel músico que tenía un material exclusivamente compuesto para ella: Miguel Mateos, quien produce Mandando todo a Singapur (1982) de un sonido más directo y roquero. Allí se encontraba la canción «¿Quién sedujo a quién, Buenos Aires?» o «Fanny está sola», que giraban constantemente en la difusión radial.
El disco de los chicos enamorados (1983) es un trabajo distinto, sobre poemas infantiles de Elsa Bornemann junto al músico Jorge Mehaudy. Está basado en el best seller para niños El libro de los chicos enamorados.
Dos años después y luego de dedicarse de lleno a la composición crean Por la vida (1984). Junto al músico y arreglador Pollo Raffo, logran un disco multiestilístico, donde sobresalen el hit «Haciendo el amor en la cocina» y la nueva versión de «Quiero ver, quiero ser, quiero entrar», la canción de Charly que ella había grabado por primera vez, casi siendo una adolescente en PorSuiGieco.
En 1986 lanza Puertos, con producción de Paul Dourge. Con un marcado cambio de imagen y con su apellido a secas, este moderno disco logra un sonido pop de vanguardia, que contó con un popular tema que alcanzó difusión en Latinoamérica «En todas partes te veo». Yorio se luce con un inusual tono de voz y con sus invitados especiales, entre los que se encuentran Andrés Calamaro y Viuda e Hijas de Roque Enroll, con quienes graba el remix «Tan sólo para hablar»
Rodillas (1987) es su último trabajo masivo, aunque prácticamente sale sin difusión de parte de la discográfica. Con dirección general propia y en colaboración con Rick Anna, Willy Iturri, Andrés Calamaro y Ulises Butrón entre otros; este disco conserva el sonido ingenuo del pop pero con arreglos más jazzeros.
Según las propias palabras de la cantante: «Rodillas es una invitación al juego amoroso. Es el fin de la inocencia. [...] Por las adversidades con las que me crucé en la producción y por cómo las resolví, es un disco que merece ser escuchado».
Alejada de la masividad, desde hace más de veinte años María Rosa Yorio está dedicada a la investigación de tendencias y disciplinas vocales. La experimentación de nuevas posibilidades en el canto la llevó paulatinamente a desarrollarse como docente, y en esta actividad se ha convertido en una de las más importantes profesionales. Poseedora de una voz armoniosa, María Rosa quedó como referente de muchas cantantes que vendrían después. Su obra es revalorizada con los años por las nuevas generaciones. Dentro de su círculo de interpretación han quedado registradas algunas de las canciones más bellas del rock nacional. En la actualidad, en su plena madurez como cantante, realiza presentaciones regulares y trabaja en un nuevo material en vivo, de inminente edición.
En 1990 participa de un multitudinario recital de roqueros en la avenida Nueva de Julio con la Orquesta Nacional de Tango. Ella interpretó «Chiquilín de Bachín».
En 1992 graba un material (Paraíso perdido/Nueva era) con producción de Oscar Dionisi, que nunca se edita. Yorio toca las canciones en vivo hasta amalgamarlas y algunas desembocarán en el siguiente álbum.
En 2000 realiza la primera exposición pública de sus pinturas, de orientación fauvista. Su pintura Te vi recibió el primer premio del Sindicato Argentino de Televisión.
En 2002 vuelve a grabar un álbum, de forma independiente, titulado Asesina serial, un trabajo que la encuentra plena como compositora y cantante, donde incluye tangos populares, con arreglos cercanos al blues y el jazz.
En 2003 graba La Bohême, con Lito Vitale en teclados, a beneficio del Hogar del Padre Mario.
En 2006 hizo una participación especial en televisión; en El Refugio, donde interpretaba a una excéntrica anfitriona de un bar de músicos.
En 2007 estaba acompañada por una banda integrada por Manu Pineda (teclados), Juan Pablo Maicas (bajo), Valdimir (batería), Sebastián Espósito (guitarra) y Charly Gonzales (sonido).
En 2011 es convocada por Horacio Armoza (Spiritual Records) para realizar un tributo de mujeres argentinas a Bob Marley. Yorio graba «Is this love?».
En 2015, el libro ¿Quién es la chica? ―de Agustina Larrea y Tomás Balmaceda―, un trabajo dedicado a las musas inspiradoras del rock nacional le dedica 19 páginas, vinculándola a canciones de Charly García como «Seminare», «Bubulina», «Dime quién me lo robó» «Rasguña las piedras» y «Antes de gira (tema para María)», entre otras.

## Vida privada
Formó pareja con Charly García, de su unión con García nació Migue García.

## Trayectoria
- 1972-1975: corista de Sui Generis
- 1974-1976: PorSuiGieco
- 1977-1979: Nito Mestre y Los Desconocidos de Siempre

## Discografía

### Porsuigieco
- 1976: Porsuigieco

### Nito Mestre y los Desconocidos de Siempre
- 1977: Nito Mestre y los Desconocidos de Siempre
- 1978: Nito Mestre y Los Desconocidos de Siempre II
- 1979: Saltaba sobre las nubes

### Solista
- 1980: Con los ojos cerrados (álbum) (Sazam Records).
- 1982: Mandando todo a Singapur (Sazam Records).
- 1983: El disco de los chicos enamorados (CBS).
- 1984: Por la vida (Interdisc).
- 1986: Puertos (CBS).
- 1987: Rodillas (CBS).
- 2002: Asesina serial (producción independiente).

### Simples
- 1981: Con los ojos cerrados / Semana de una cantante (Sazam Records).
- 1982: Buenos Aires, ¿Quién Sedujo a Quién? / Teléfono Público (Sazam Records)
- 1985: Ya no recuerdo tu nombre/Ya no recuerdo tu nombre (Interdisc).
- 1987: Rodillas/Rodillas (CBS).
- 2020: Blues desesperado (en Spotify y plataformas de streaming, bajo licencia de Farolatino S.A.)[2]
- 2021: Beepolar
- 2021: El sol y la luna

### Participaciones
- 1972: Cristo Rock de Raúl Porchetto
- 1973: David Lebón de David Lebón
- 1974: Pequeñas anécdotas sobre las instituciones de Sui Generis
- 1976: La máquina de hacer pájaros de La Máquina de Hacer Pájaros
- 1977: Homenaje de Gustavo Montesano
- 1978: 4.º LP de León Gieco
- 1980: Música del alma de Charly García
- 1985: Laberinto de pasiones de Comida China
- 1987: Con el cantante chileno Keko Yunge graba el tema "Es un Cuento", en el marco del disco Voces Sin Fronteras, con motivo de la visita a Chile de Juan Pablo II; el cual fue realizado por Radio Cooperativa de Chile.
- 2001: Letra y música de artistas varios
- 2009: The one who loves you